# すみだ北斎美術館
すみだ北斎美術館（すみだほくさいびじゅつかん、英語: The Sumida Hokusai Museum）は、東京都墨田区亀沢にある公立美術館。
2016年（平成28年）11月22日に開館した。江戸時代後期の浮世絵師・葛飾北斎が本所界隈（現在の墨田区の一角）で生涯を送ったことや、彼が本所割下水で生まれたとされ
、当時の「南割下水」に相当する現在の「北斎通り」の線上にある亀沢もゆかりの地に含まれることから、当地に設けられた。
仮称は「北斎館」であったが、2009年4月に「すみだ北斎美術館」に正式決定した。

## 経緯

### 開館前（ - 2016年11月）
葛飾北斎は現在の墨田区亀沢で生誕し、その生涯のほとんどを区内で過ごしたとされている。墨田区はこの偉人を顕彰し、地域振興の一環として美術館を建設することになった。総工費は約34億円。
美術館建設の構想は1989年（平成元年）頃からあり、基本計画を策定し、1993年（平成5年）に建設予定地を購入したが、財政難により2000年（平成12年）にいったん凍結された。2006年（平成18年）に新タワー（東京スカイツリー）建設地が業平・押上地区に決定すると、凍結された美術館建設計画が復活した。建設予定地の緑町公園付近は、江戸時代に弘前藩津軽家の上屋敷があり、美術館建設にあたり埋蔵文化財調査のための発掘が行われた。
ロゴマークは、2009年度の公募で国内外から集まった1,634点から選ばれた高瀬清二の図案を原案として、勝井三雄が形を整えるとともにフォントをデザインした。
墨田区はすみだ北斎美術館に収蔵する作品の画像を商用目的で利用する事業を行った。本事業で区内企業が作ったグッズは｢すみだ発！北斎オリジナルグッズ｣という。
2013年（平成25年）9月、建設にあたり入札が行われたが予定価格が過小に見積もられたため応札業者が出ず、計画を見直す事態となった。

### 開館後（2016年11月 - ）
2016年11月29日、すみだトリフォニーホールにて開館記念コンサートが開催された。「『すみだ北斎美術館』開館記念コンサートwith新日本フィル 河竹黙阿弥生誕200年＆ウィリアム・シェイクスピア没後400年 尾上菊之助《歌舞伎とシェイクスピアの音楽》」と題し、尾上菊之助が新日本フィルとともに出演した。開館記念展は「北斎の帰還－幻の絵巻と名品コレクション－」と題し、およそ100年ぶりに発見された北斎壮年期の傑作とされる「隅田川両岸景色図巻」の全巻を公開した。
開館半年後の2017年4月29日に当初の想定年間来館者数だった20万人を達成した。その後、9月8日に30万人、2018年7月31日に50万人を達成した。
2018年度には、日本建設業連合会が主催する第59回BCS賞を受賞した。

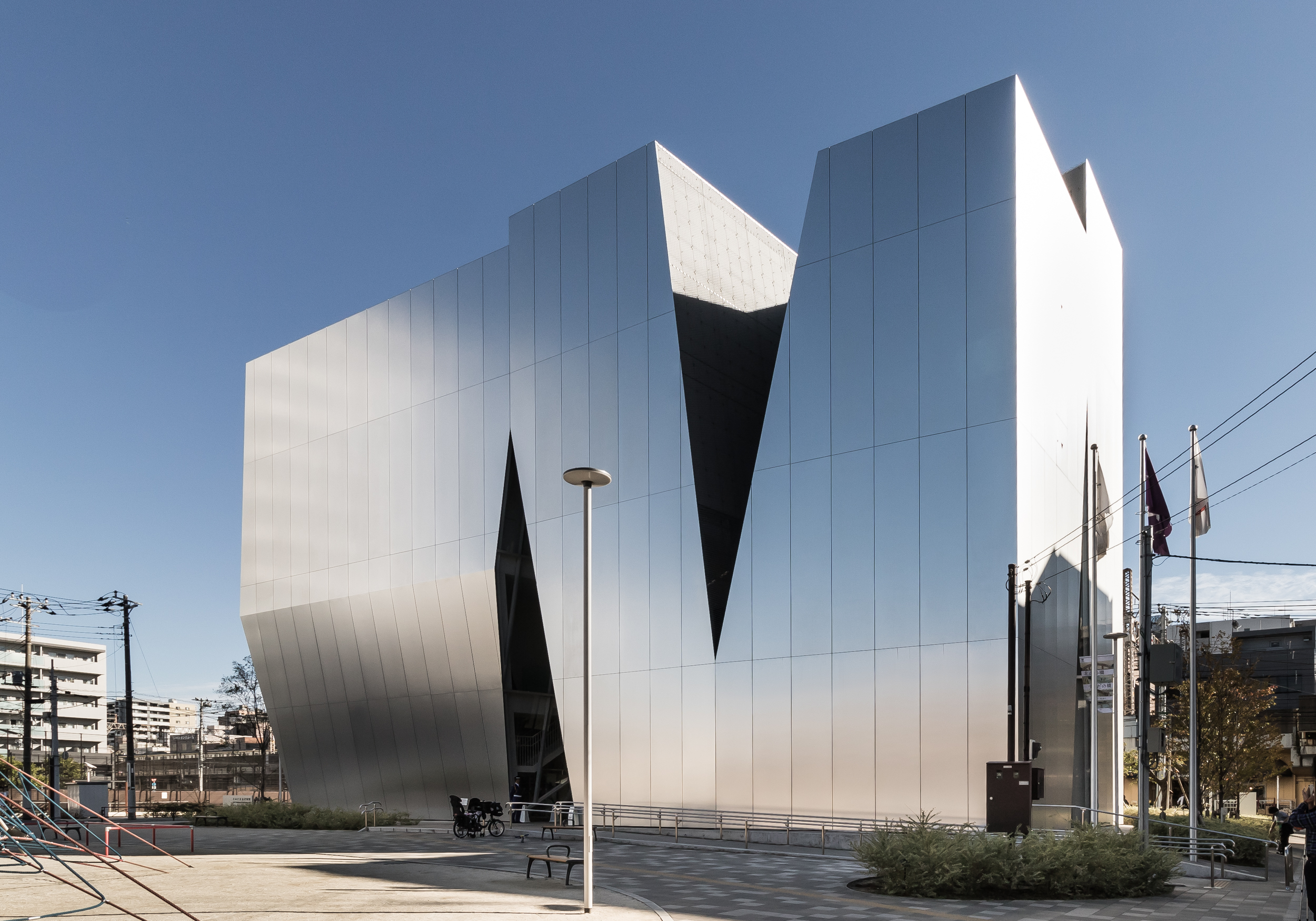
妹島和世建築設計事務所設計、2018年BCS賞受賞。

## 建物
妹島和世により設計された。2014年（平成26年）7月に着工した。
鉄筋コンクリート造（一部鉄骨造）で、地上4階・地下1階建て。建築面積は699.7平方メートル、延床面積は3,280.4平方メートルで、最高高さは21.9メートルである。2016年（平成28年）11月に竣工した。
建物の外壁はアルミパネルで、周りの様々な風景が映り込み、周辺の風景に溶け込んでいる。アルミパネルには、スリットが入り、四方からアクセスできるようになっている。

### 館内施設

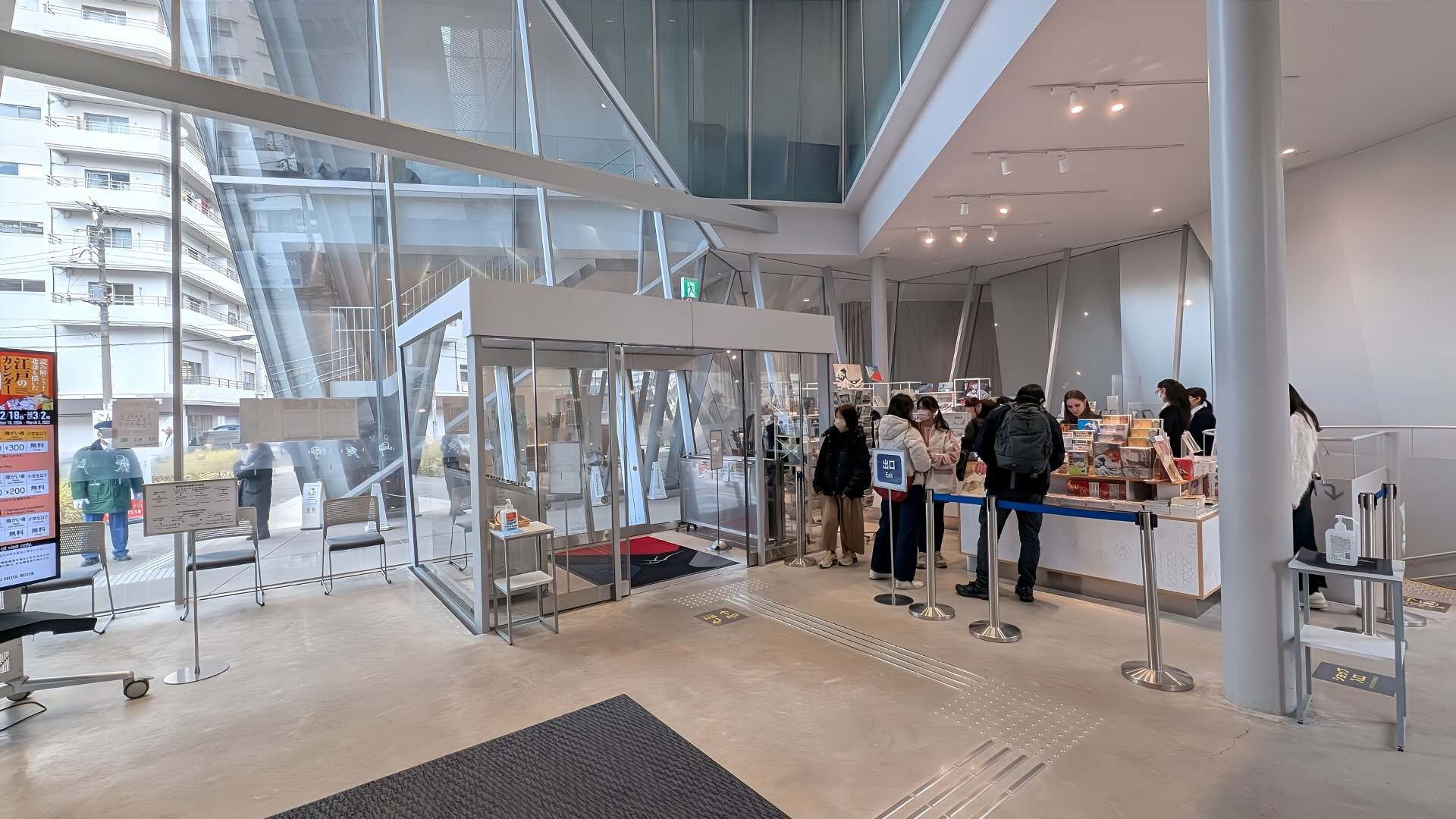
エントランスホール・ミュージアムショップ

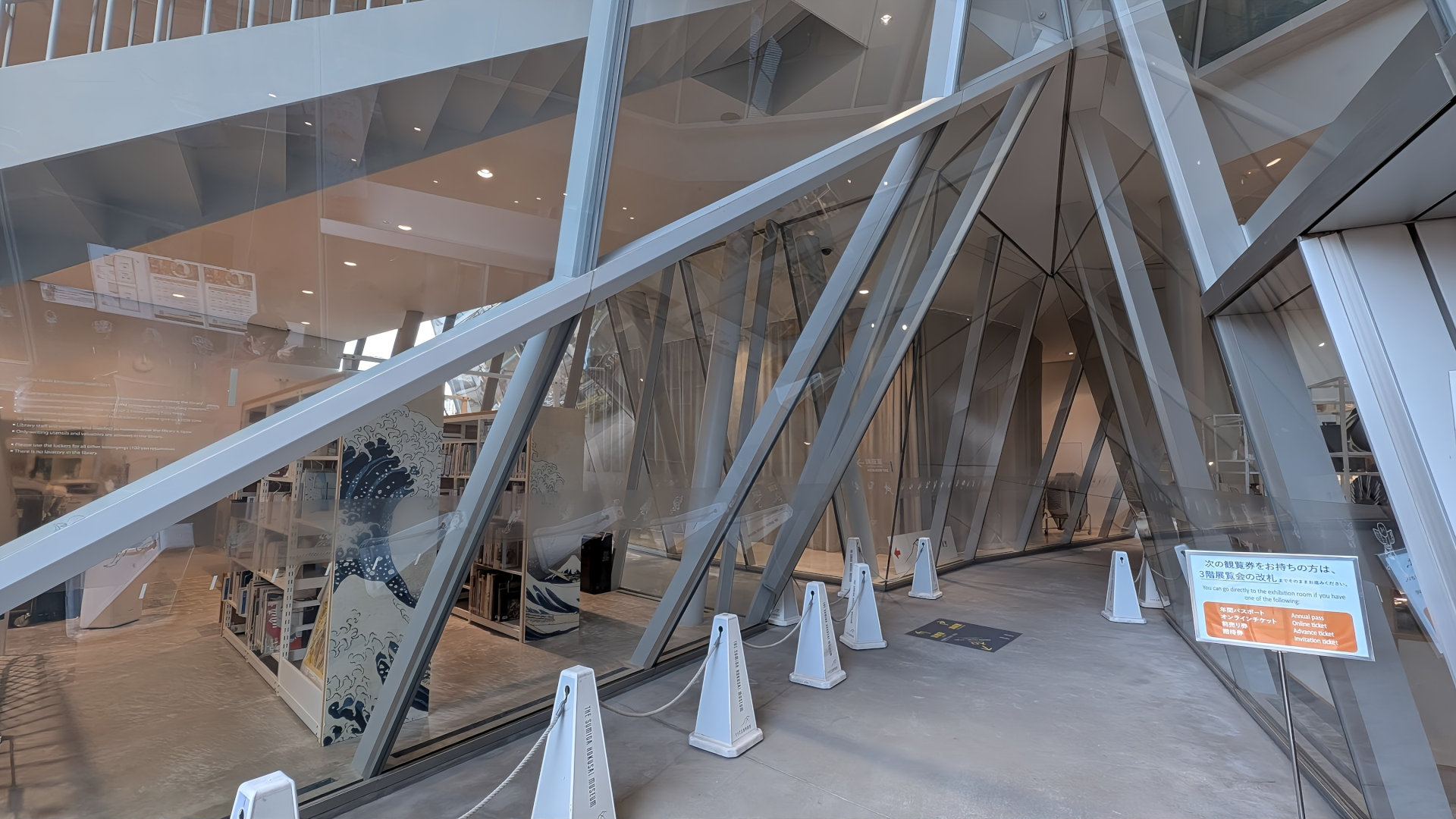
外部通路(左に図書室)

墨田区は海抜が低いため、収蔵庫等の施設を2階以上の階に設けている。また、設計中に東日本大震災があったため、当初地下に設定していた事務室も上階に設けることになった。
1階
- ミュージアムショップ
- 図書室
  - 葛飾北斎を中心とした資料を収集している専門図書館で、一般にも公開されている。浮世絵に関する図書や雑誌、展覧会の図録などを収集している。

- 講座室

2階
- 事務室
- 収蔵スペース
- 展示予備室

3階
- 企画展示室

4階
- 企画展示室
- 常設展示室
  - 北斎の作品の高精細レプリカを展示している。また、タッチパネルや４Kのモニターを利用し、作品を細部まで鑑賞することができる。アトリエの再現模型も展示されている。

- 展望ラウンジ

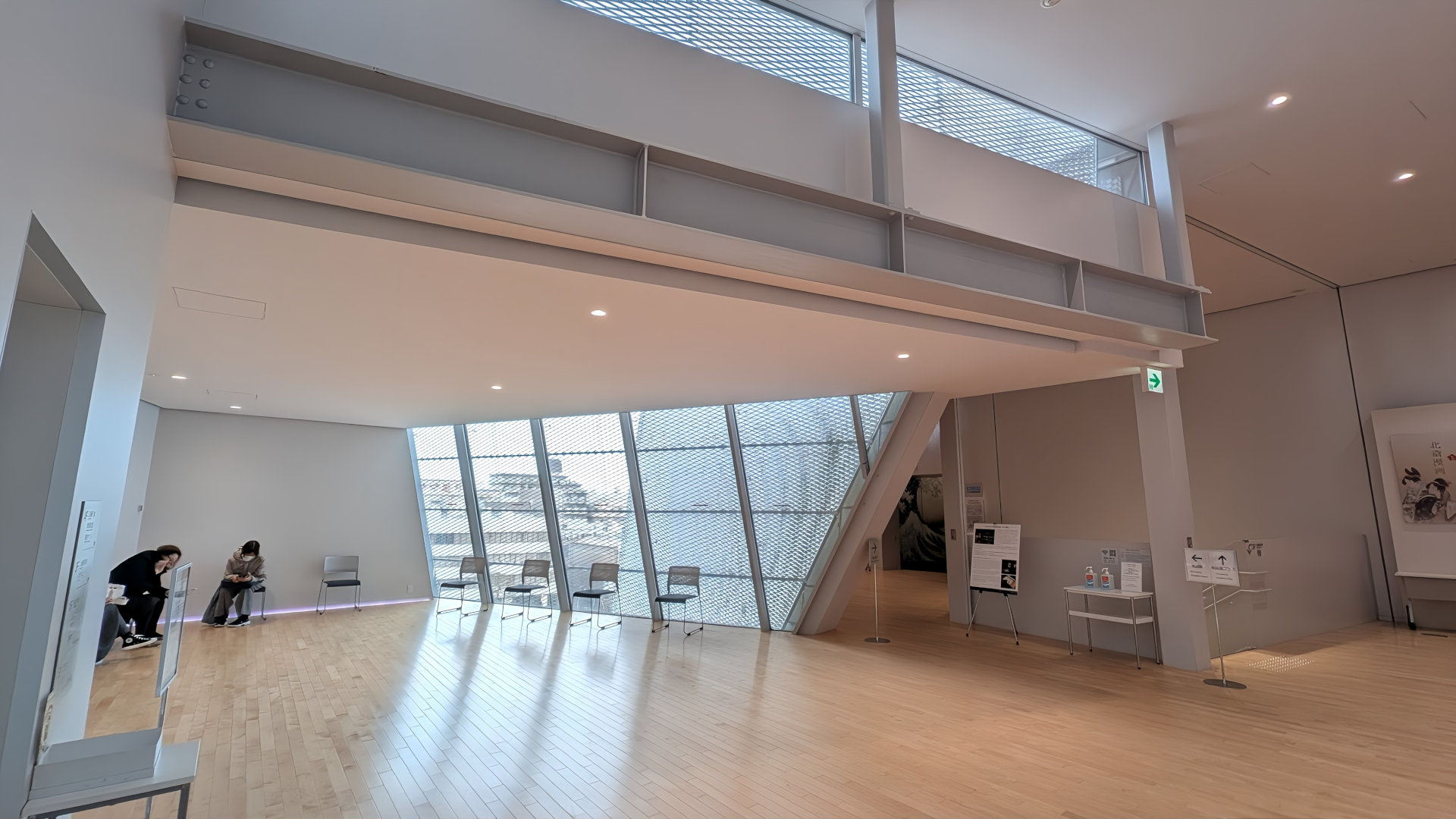
4F 展示室前
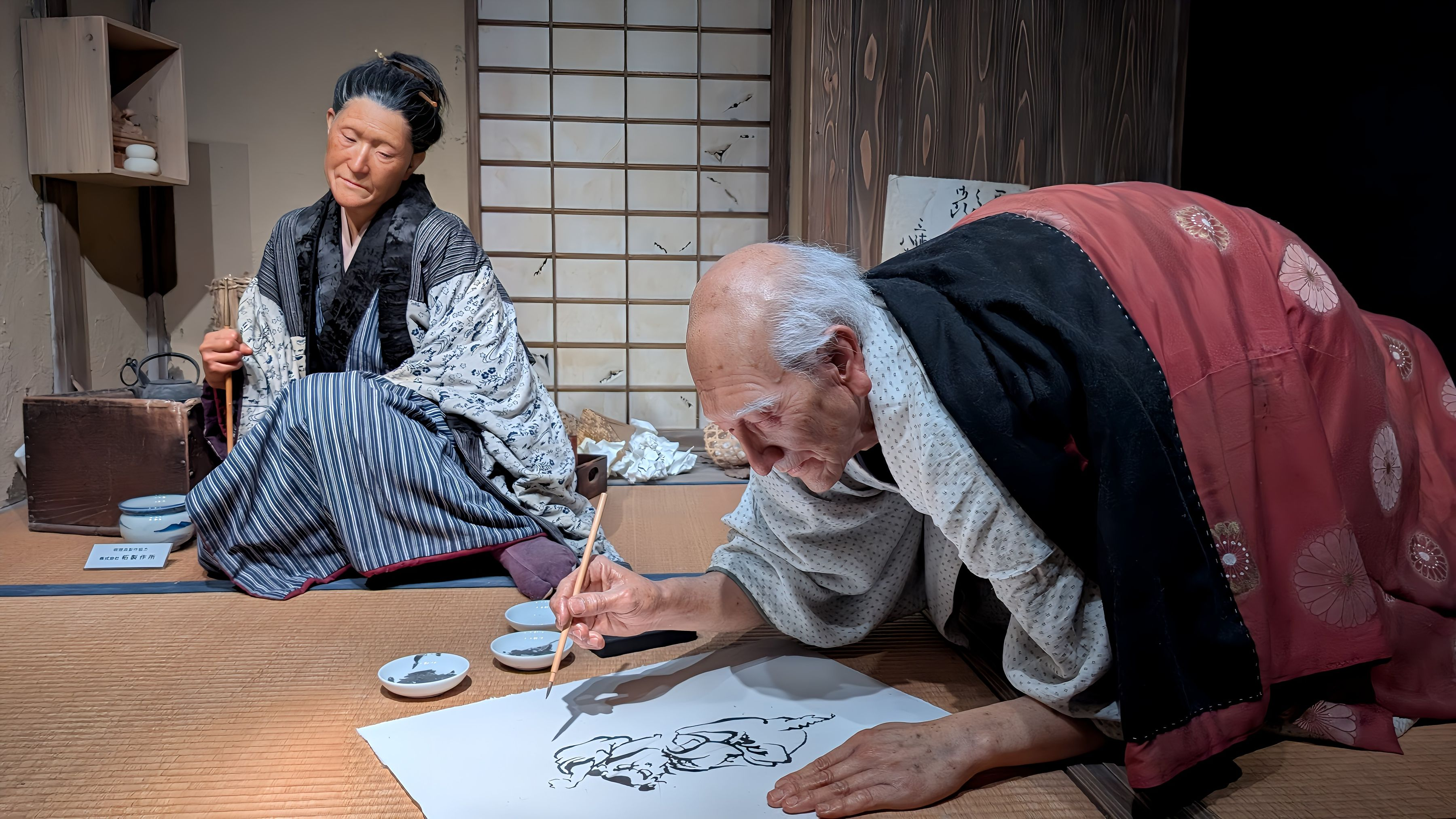
「北斎仮宅之図」再現模型
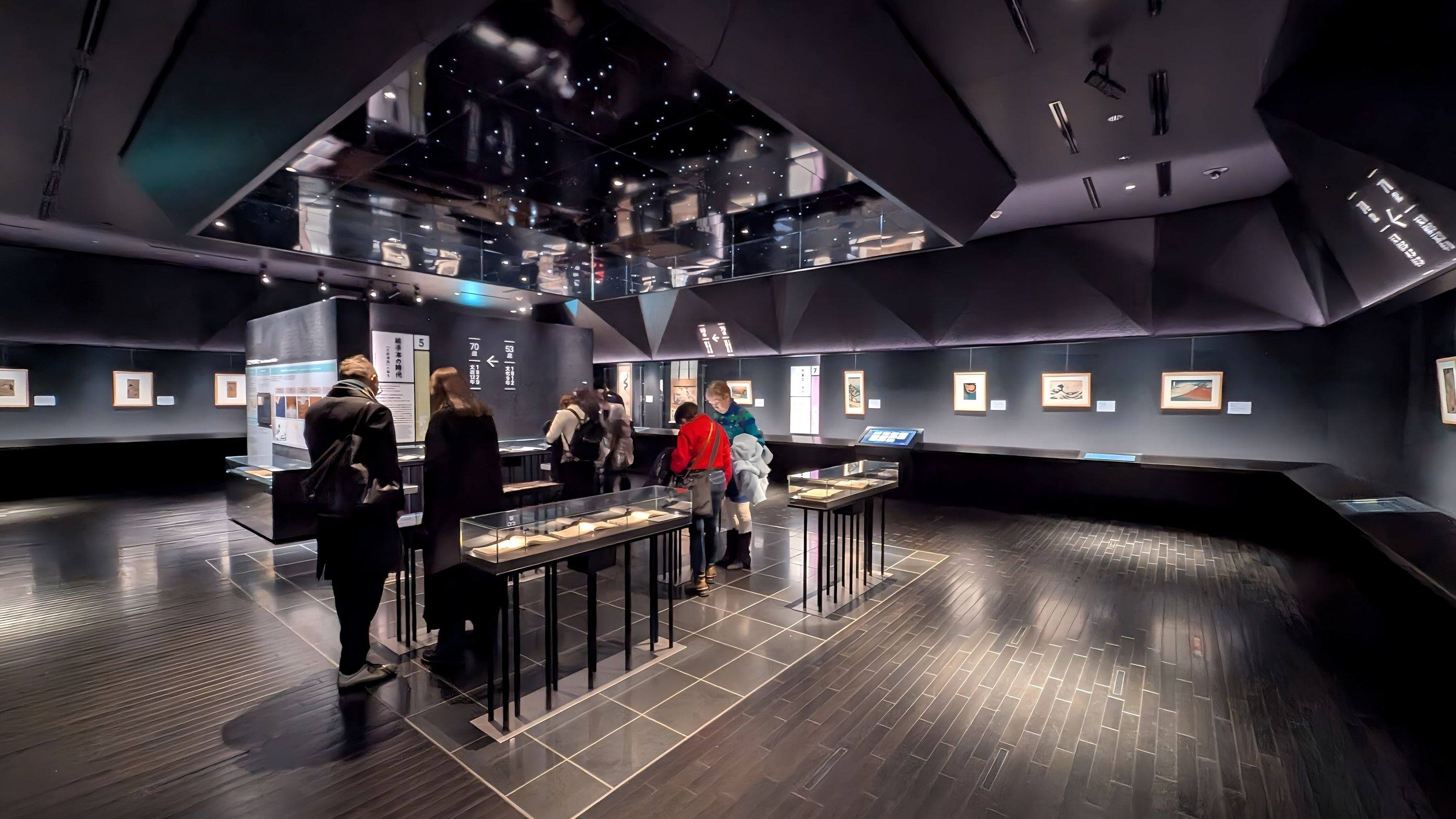
AURORA（常設展示室）絵手本の時代
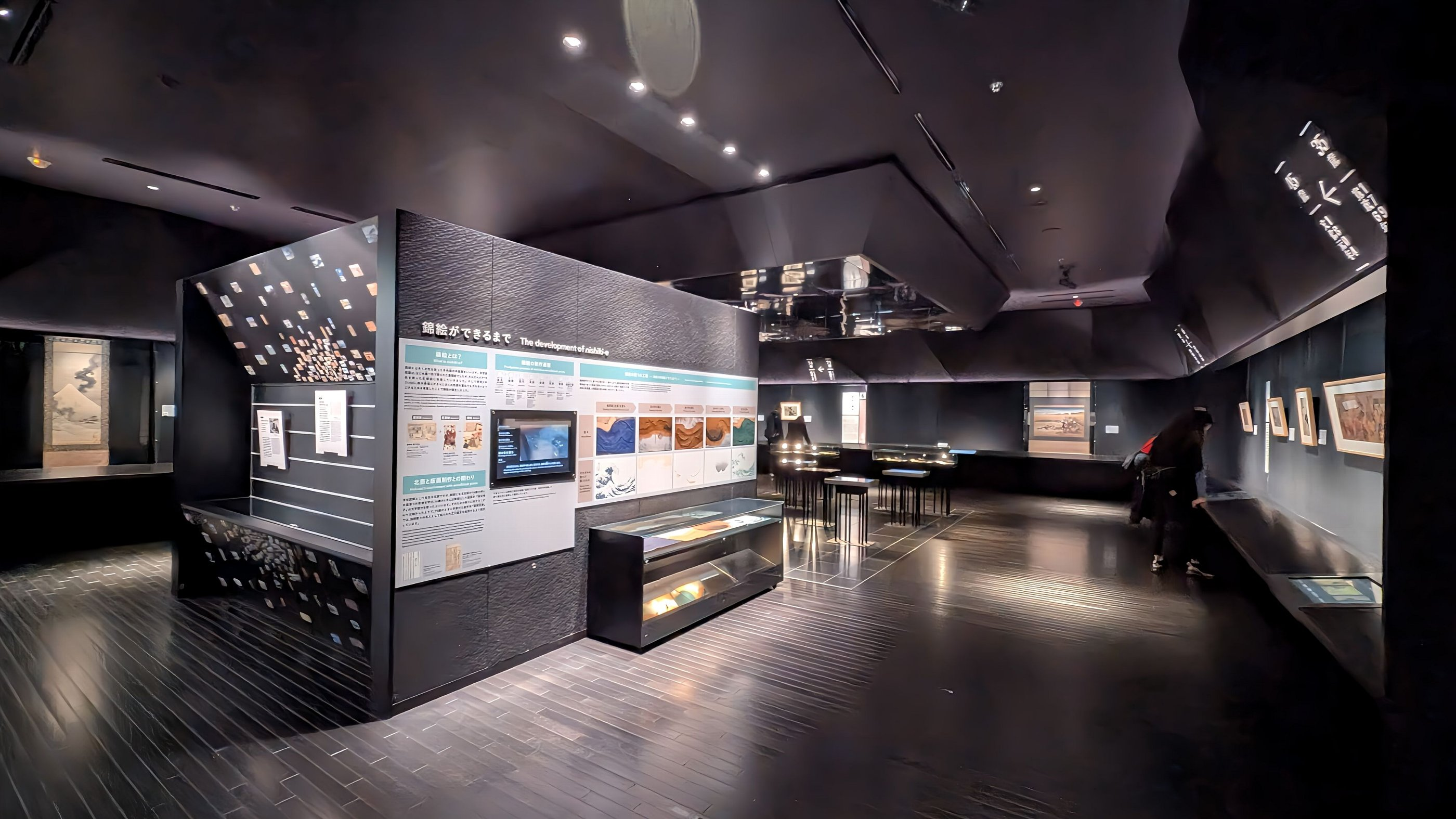
AURORA（常設展示室）錦絵ができるまで

## 所蔵・展示作品
下記のコレクションが所蔵・展示される。
- ピーター・モース・コレクション (The Peter Morse Collection)約600点[1][広報 8]
  - 世界有数の北斎コレクターとして知られた米国の美術研究者ピーター・モースのコレクションで、遺族から約1億4500万円で墨田区に一括して譲渡されたもの[18]。
  - ピーター・モースは、大森貝塚を発見した動物学者エドワード・モースの弟のひ孫[2]。
  - 富嶽三十六景のうち神奈川沖浪裏、甲州石班澤、山下白雨、武州玉川など
  - 新板浮絵両国橋夕涼花火見物之図、東海道名所一覧など
  - 『北斎漫画 草筆之部』山鴞（天保14年/1843年）[広報 9][広報 10]
- 楢崎宗重コレクション約480点[2][広報 11] - 「北斎論」を刊行した浮世絵研究の第一人者・楢崎宗重が墨田区に寄付したコレクション[2][19]。楢崎宗重はすみだ北斎美術館の開館準備に協力し、コレクションと研究資料を寄贈した[20]。
- 隅田川両岸景色図巻デジタル解説 - 北斎最大の作品とされ、常設展ではデジタルで紹介。実物は企画展でのみ公開されることがある。

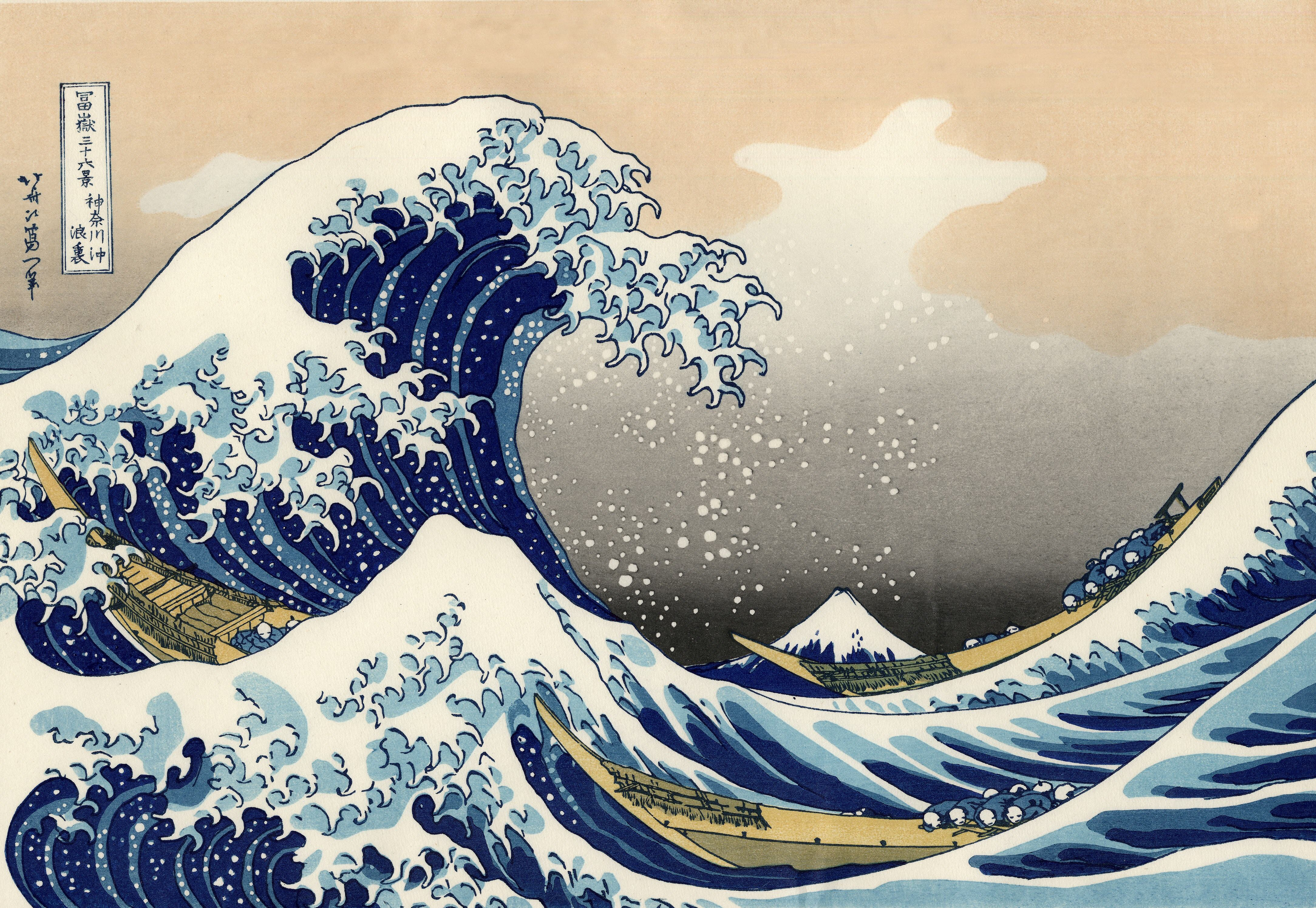
神奈川沖浪裏
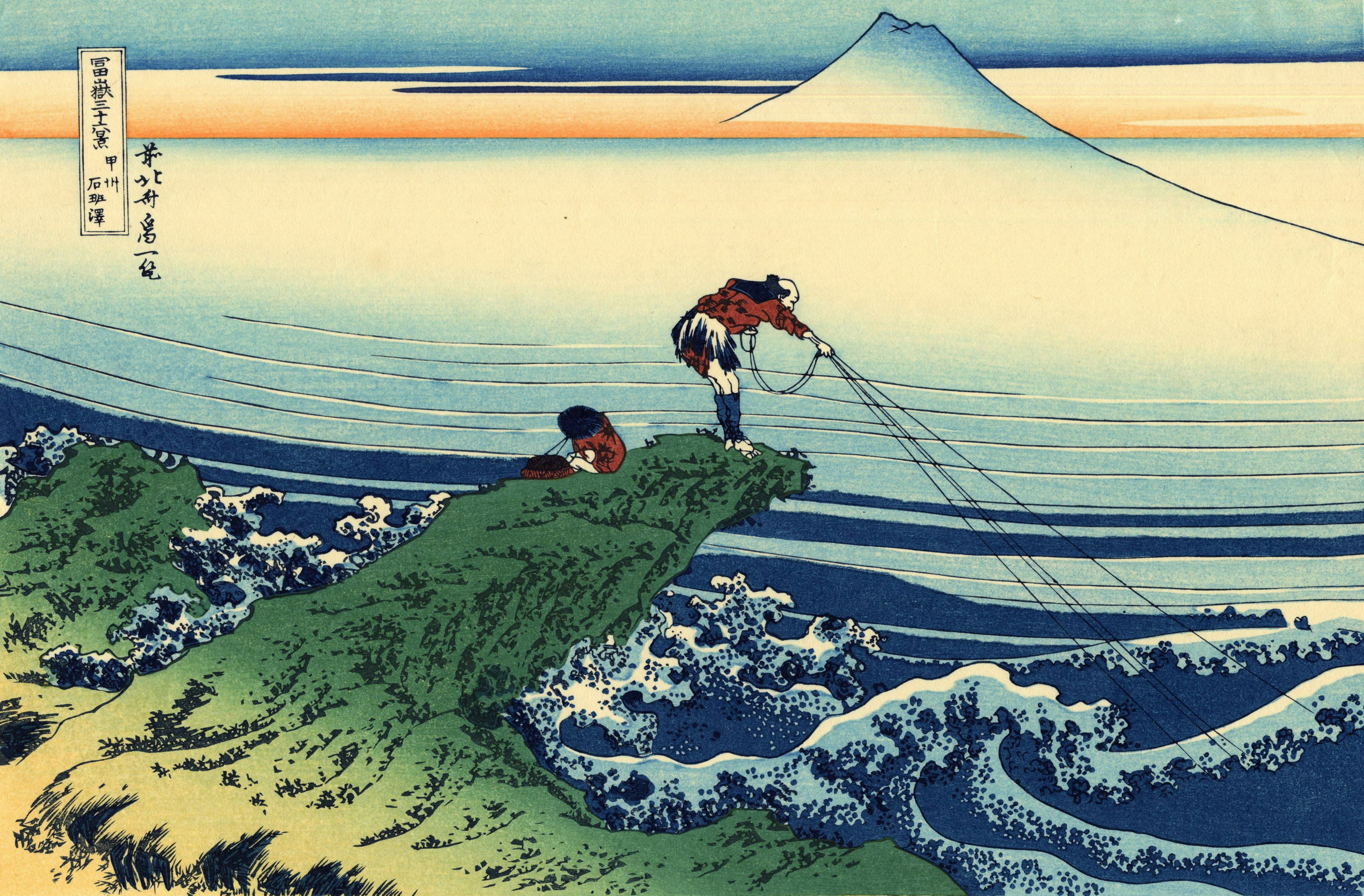
甲州石班澤
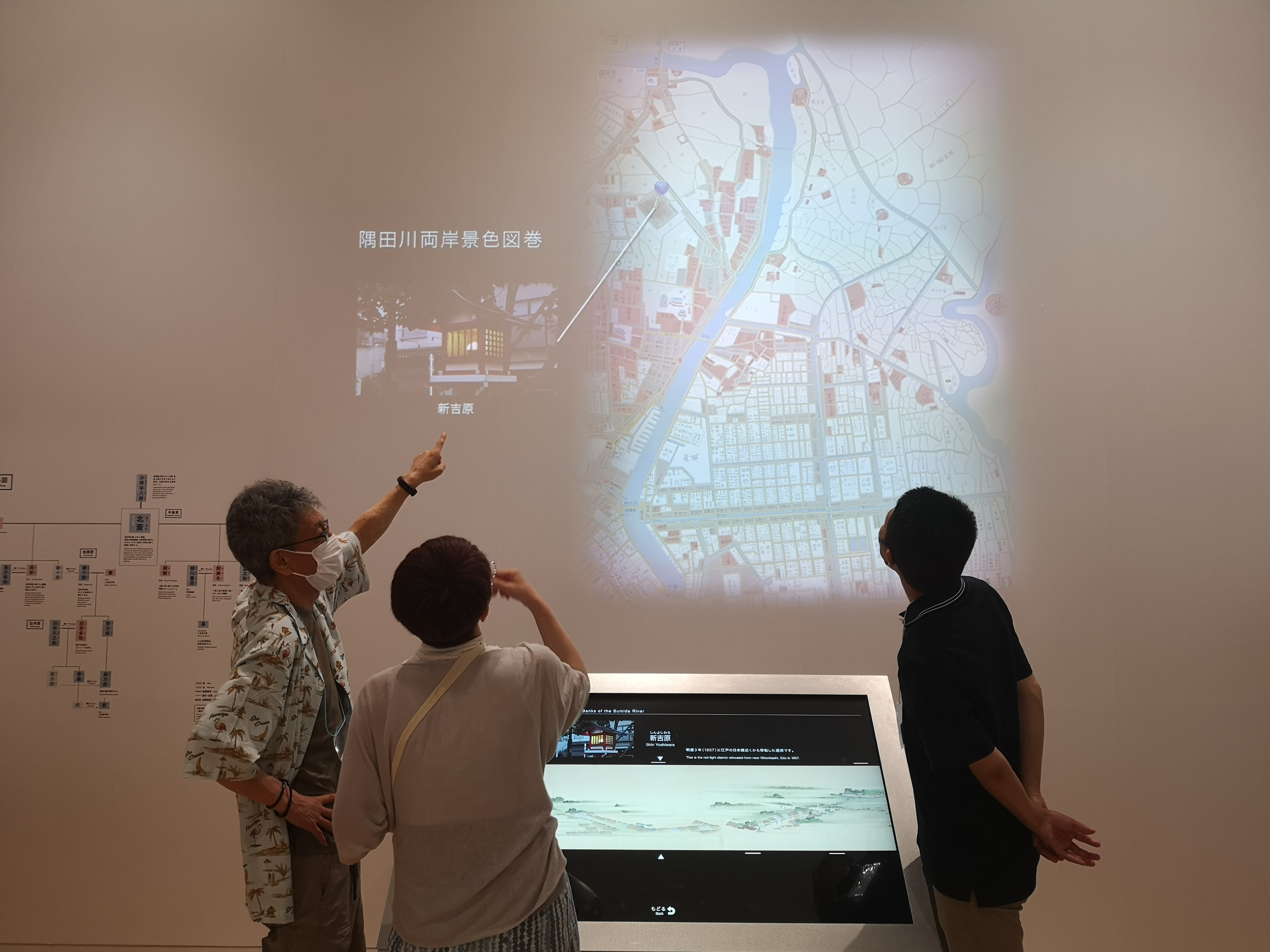
隅田川両岸景色図巻のデジタル常設展示
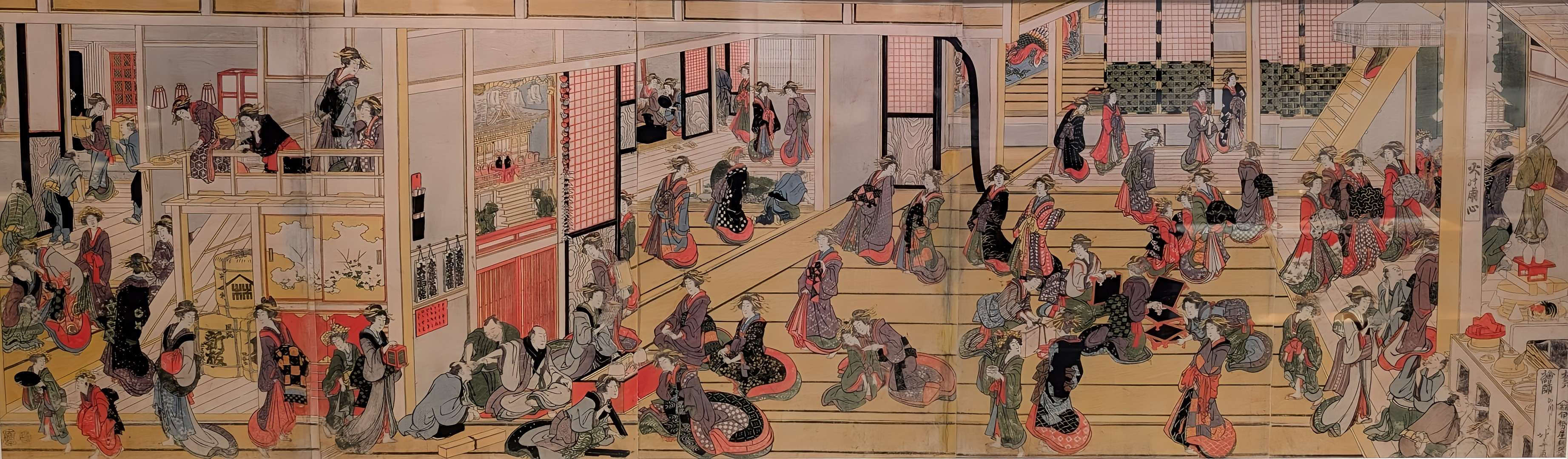
吉原遊郭の新年（レプリカ）
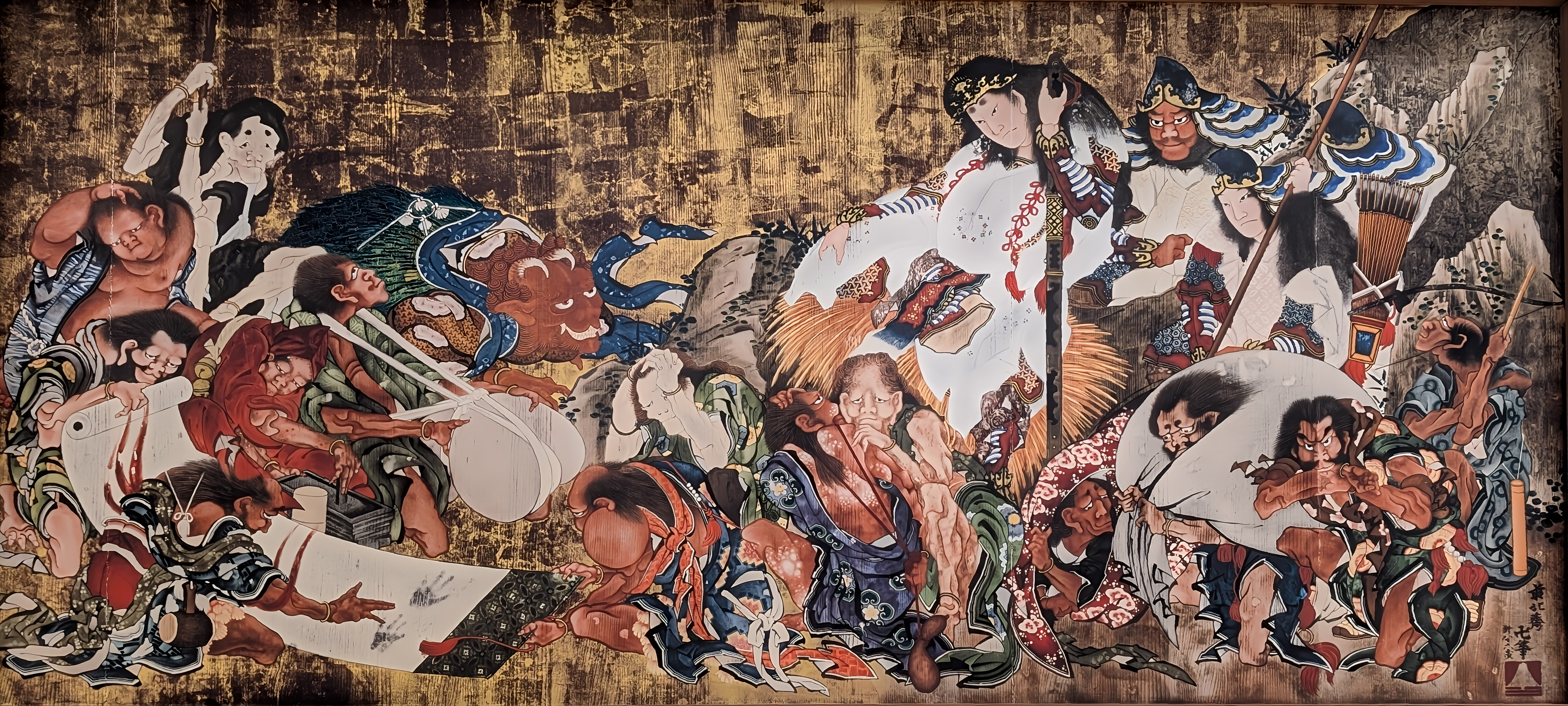
須佐之男命厄神退治之図（彩色レプリカ）
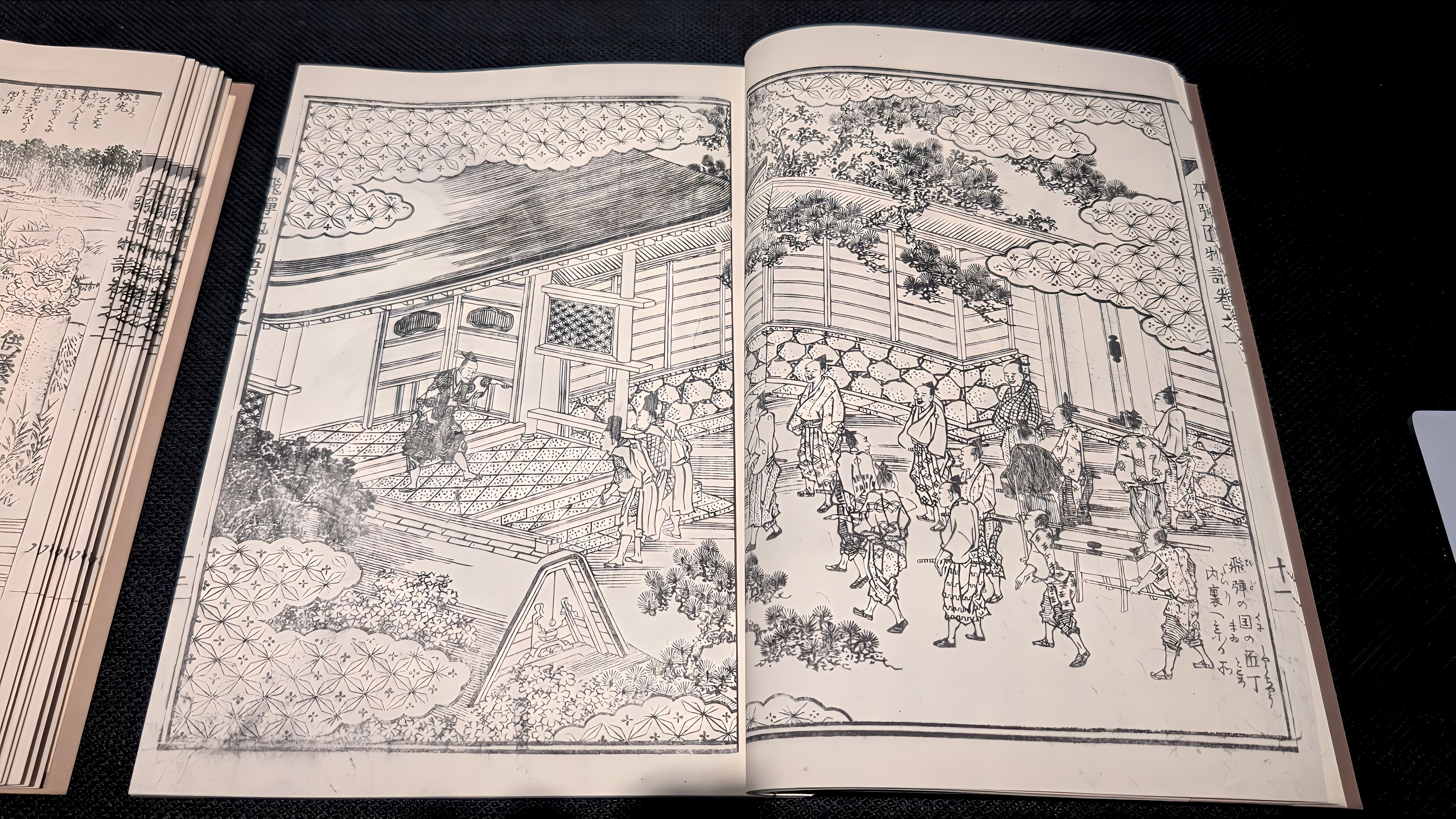
飛騨匠物語（レプリカ）

## アクセス
- JR総武線・都営地下鉄大江戸線の両国駅から東400メートル。
- 墨田区内循環バス「すみだ百景 すみまるくん・すみりんちゃん」南部ルート「すみだ北斎美術館前」停留所下車。

## 葛飾北斎に関する他の美術館
葛飾北斎をテーマとした美術館は、当館よりも前に、既に2館存在している。
- 北斎館 （長野県小布施町）
  - 北斎が晩年、小布施に住んでいたことから。1976年に開館、小布施を人気観光地とするきっかけになった。
- 葛飾北斎美術館（島根県津和野町）[21]
  - 津和野で『北斎漫画』の初刷りが発見されたことから。永田生慈の私蔵コレクションを展示していた。1990年に開館、2015年に閉館。コレクションは島根県に寄贈され、県立美術館で公開される予定。

#### 広報資料・プレスリリースなど一次資料
1. 1 2 3 4  墨田区教育委員会事務局生涯学習課 編『陸奥弘前藩津軽家上屋敷跡 -すみだ北斎美術館建設計画に伴う埋蔵文化財発掘調査報告書-』墨田区文化振興課、2011年3月17日、8頁。国立国会図書館書誌ID:000011284038。
2. ↑  『すみだ北斎美術館計画概要』墨田区、2013年3月、8頁。
3. ↑  墨田区区民活動部文化振興課北斎美術館開設担当『北斎かわらばん』墨田区区民活動部文化振興課北斎美術館開設担当、2011年12月。
4. ↑  “入館者30万人を突破！”.   すみだ北斎美術館 (2017年9月9日). 2021年2月23日閲覧。
5. ↑  “お知らせ一覧 - 墨田区役所で「すみだ北斎美術館」の建築模型を展示しています！”.   すみだ北斎美術館. 2015年9月4日閲覧。
6. ↑  『すみだ北斎美術館計画概要』墨田区、2013年3月、7頁。
7. 1 2  “図書室のご案内”.   すみだ北斎美術館 (2022年6月18日). 2022年6月18日閲覧。
8. ↑  “ピーター・モース氏旧蔵北斎関係美術資料群（ピーター・モースコレクション）”.   墨田区. 2014年3月27日時点のオリジナルよりアーカイブ。2014年2月5日閲覧。
9. ↑  墨田区文化振興財団 編『墨田区所蔵ピーター・モースコレクション北斎図録』墨田区文化振興財団、2009年3月31日、99頁。国立国会図書館書誌ID:000010168799。
10. ↑  『北斎アニマルズ』すみだ北斎美術館、2019年2月5日、4頁。
11. ↑  “楢崎宗重博士旧蔵美術資料群 （楢崎宗重コレクション）”.   墨田区. 2014年3月27日時点のオリジナルよりアーカイブ。2014年2月5日閲覧。